# Lepidostoma curtipendulum
Lepidostoma curtipendulum är en nattsländeart som beskrevs av Weaver och Huisman 1992. Lepidostoma curtipendulum ingår i släktet Lepidostoma och familjen kantrörsnattsländor. Inga underarter finns listade i Catalogue of Life.